# Municipio Camargo (Chihuahua)
Koordinaten: 28° 0′ N, 104° 24′ W
Camargo ist ein Municipio mit knapp 50.000 Einwohnern im mexikanischen Bundesstaat Chihuahua. Das Municipio hat eine Fläche von 13.767,9 km². Verwaltungssitz und größter Ort des Municipios ist Santa Rosalía de Camargo.

## Geographie
Das Municipio Camargo liegt im Osten des Bundesstaats Chihuahua auf einer Höhe zwischen 1200 m und 2400 m. Es zählt zur Gänze zur physiographischen Provinz Sierras y Llanuras del Norte und liegt zu 87 % im endorheischen Becken des Bolsón de Mapimí, 13 % der Gemeindefläche zählen zur hydrologischen Region Bravo-Conchos und entwässern in den Golf von Mexiko. Die Geologie des Municipios wird zu 56 % von Alluvionen bestimmt bei 16 % rhyolithischem Tuff, 15 % Basalt und 7 % Konglomeratgestein; vorherrschende Bodentypen im Municipio sind der Calcisol (47 %), Leptosol (25 %), Vertisol (6,5 %) und Luvisol (6 %). Über 62 % der Gemeindefläche sind von Gestrüpplangschaft bedeckt, 34 % werden von Weideland eingenommen.
Das Municipio ist umgeben von den Municipios Julimes, Ojinaga, Manuel Benavides, Jiménez, Allende, San Francisco de Conchos, La Cruz und Saucillo und grenzt zudem an den Bundesstaat Coahuila.

## Bevölkerung
Beim Zensus 2010 wurden im Municipio 48.748 Menschen in 13.516 Wohneinheiten gezählt. Davon wurden 654 Personen als Sprecher einer indigenen Sprache registriert, darunter 450 Sprecher der Tarahumara-Sprache. Gut drei Prozent der Bevölkerung waren Analphabeten. 19.292 Einwohner wurden als Erwerbspersonen registriert, wovon knapp 70 % Männer bzw. 5,7 % arbeitslos waren. 4 % der Bevölkerung lebten in extremer Armut.

## Orte
Das Municipio Camargo umfasst 305 bewohnte localidades, von denen lediglich der Hauptort vom INEGI als urban klassifiziert ist. 22 Orte wiesen beim Zensus 2010 eine Einwohnerzahl von über 100 auf. Die größten Orte sind:
| Ort                      | Einwohner |
| Santa Rosalía de Camargo | 40.221    |
| Alta Vista               | 00.971    |
| La Perla                 | 00.943    |
| El Tecuán                | 00.597    |
| San Ignacio              | 00.567    |

## Religion
Die katholischen Gemeinden gehören zum Erzbistum Chihuahua.